# Полонский, Андрей Валентинович
Андре́й Валенти́нович Поло́нский (26 ноября 1956, Москва — 31 июля 2025, Лахденпохский район, Карелия) — русский поэт, эссеист, прозаик, переводчик, историк.

## Биография
Сын историка и востоковеда, основателя советской исламоведческой школы Людмилы Гордон-Полонской.
В 1976—1978 годах учился на историческом факультете МГУ, откуда был отчислен после задержания по обвинению в антисоветской деятельности. После выхода на свободу работал слесарем-сборщиком на московском заводе «Калибр». Затем вновь был арестован за распространение националистических листовок, около полугода провёл в тюрьме и психбольнице.
В 1980-е годы занимался поэтическим переводом и литературной подёнщиной (под своим и чужими именами). Публикации тех лет: «Современная алжирская поэзия» (антология), Тахар Бенжеллун, «Кабир Грантхавали», переводы грузинских и центральноазиатских поэтов в различных советских изданиях.
В конце 1980-х годов А.Полонский совместно с друзьями (Аркадием Славоросовым и Сергеем Ташевским) создал поэтическую группу «Твердый Знакъ», а затем предложил идею и концепцию одноимённого альманаха («Твёрдый ЗнакЪ» , № 1-4), в котором с 1991 по 1996 год был редактором гуманитарного отдела. В эти годы Андрей Полонский написал большую часть своих самых известных стихотворений и поэм раннего периода, в частности «Дао, дорогая, это такая вещь», «Королева марихуаны», «Ницше и монах» и др.
В 1994—2004 годах А.Полонский — постоянный автор мировоззренческих полос газеты «Первое сентября», там опубликованы такие его прозаические тексты, как «Русская культура как прыжок или Апология Ивана дурака», «Конспект московского романа» и другие; в 2000—2005 годах — зам. главного редактора журнала «Hecho a mano» (жизненный стиль, вино, сигары и пр.). С 2006 года — один из авторов и концепт-редактор международного проекта «Авантур» (Нью-Йорк- Лондон; www.avantoure.com). Один из создателей Общества Вольных Кастоправов (2000).
Автор книг стихов «Малая колесница» (2001 год, Москва), «Иерусалим-Тибет» (2005 год, Симферополь), I’LL HAVE A SMOKE (ЛУЧШЕ Я ПОКУРЮ) (2010, Нью-Йорк), «Апостол Уснул» (2012, Москва), «Стихи тринадцатого года» (2014, Москва), «Так: Мы», (2015 Free Poetry, limited edition, Чебоксары), «Остаемся» (Москва, 2016), «Где пчелы» (2018, Санкт-Петербург), «Коробка передач» (2021, Москва, Русский Гулливер), сборника прозы и эссеистики «Апология Ивана-дурака» (2012, Москва), «Паламитской повести» (2007), цикла эссе «Русские вилы» (2006 — 07), байкерских историй о путешествиях — «Русские байки» (в соавторстве, 2013, Москва), «Каспийские дервиши» (2018, Москва, в соавторстве), книги избранной прозы «Русский пафос» (2018, Франкфурт на Майне), а также нескольких книг и брошюр по русской истории. Тексты переведены на английский, немецкий, испанский, французский, болгарский, польский, голландский и немецкий языки.
Публиковался в журналах «Знамя», «Зинзивер», «TextOnly» и других.
Умер 31 июля 2025 года в возрасте 66 лет у себя на хуторе в Карелии.

## Политические взгляды
В феврале 2022 года заявил о поддержке действий РФ на Украине и о неизбежности украинской трагедии. Автор серии пропагандистских и аналитических материалов в интернет-газете "Взгляд". Участвовал в волонтерской и гуманитарной деятельности на Донбассе.

## Критика
Наталия Черных писала: «В стихах Андрея Полонского мне важна интрига. Скорее даже теплота интриги, дыхание произведений Маркиза де Сада и Шодерло де Лакло. Полонский умеет (возможно, как никто) показать скупейшими (мыльными) средствами, иногда просто междометиями — как из раскромсанной почвы общественных отношений, хорошо удобренных расчленёнными личными отношениями, прорастает аккуратный, но живой гуманизм».